# Macroglossum nubilum
Macroglossum nubilum är en fjärilsart som beskrevs av Rothschild och Jordan 1903. Macroglossum nubilum ingår i släktet Macroglossum och familjen svärmare. Inga underarter finns listade i Catalogue of Life.